# Algemene Begraafplaats Meppelerstraatweg

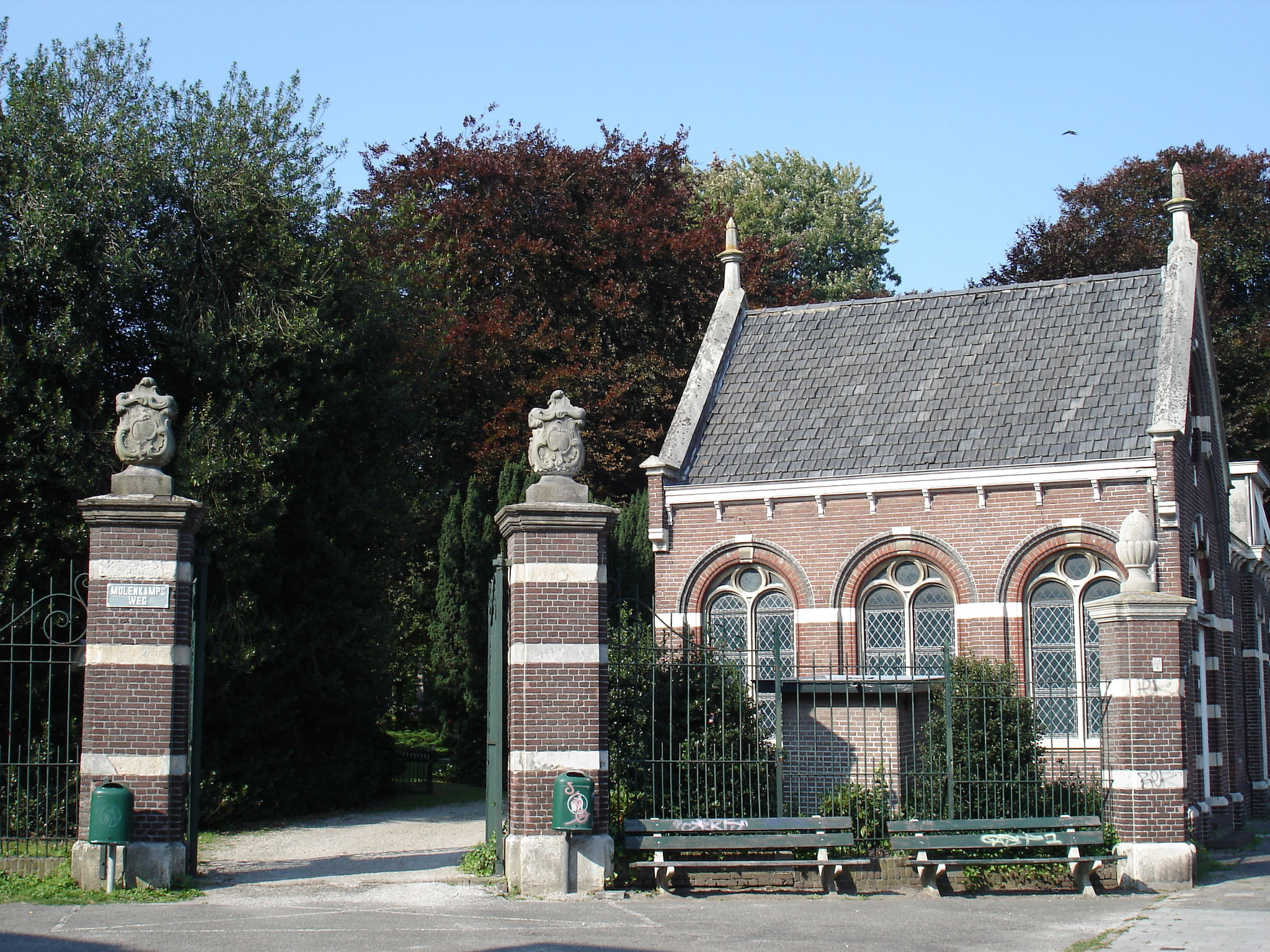
De toegangspoort.

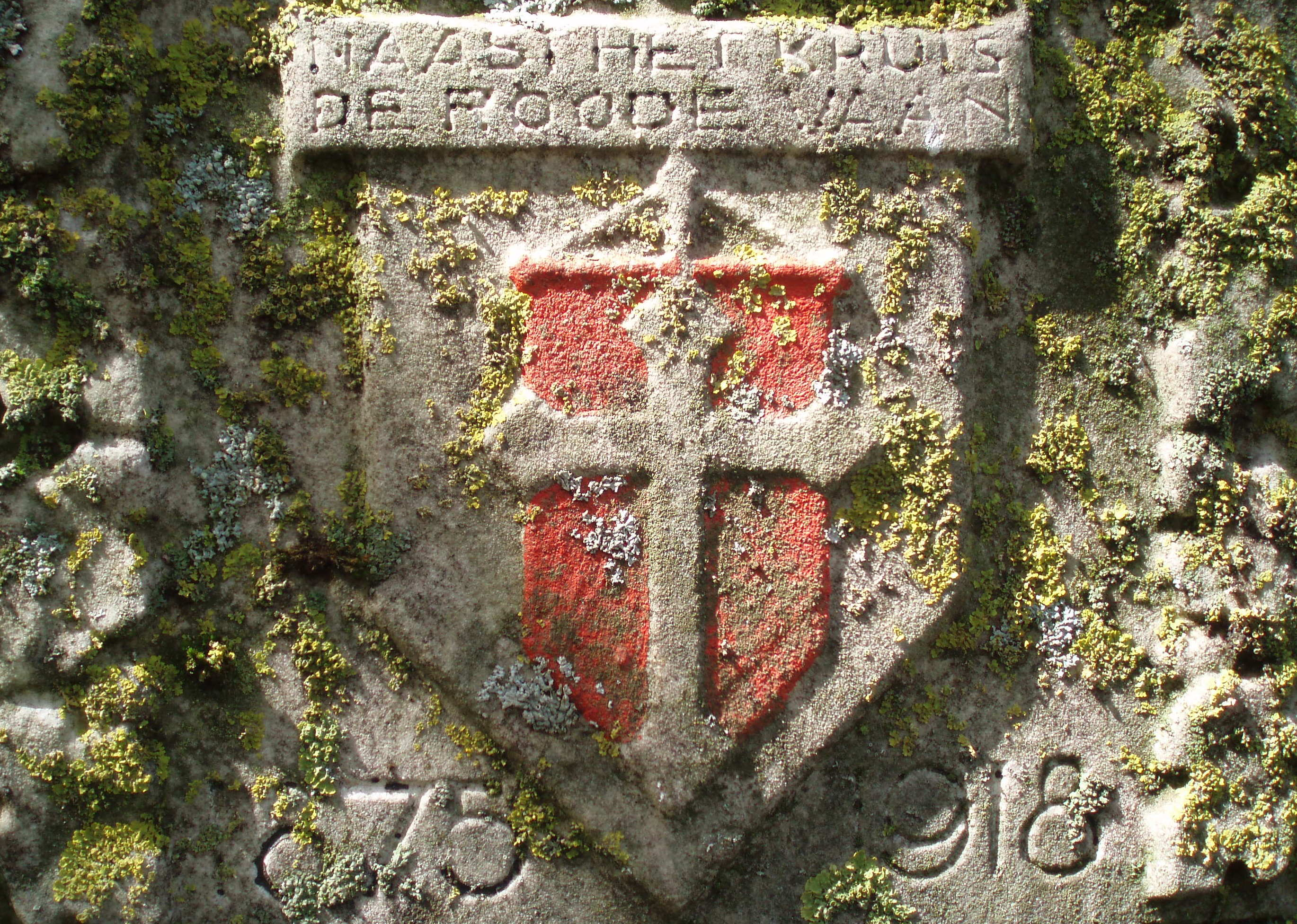
Grafsteen van Sybe Kornelis Bakker.

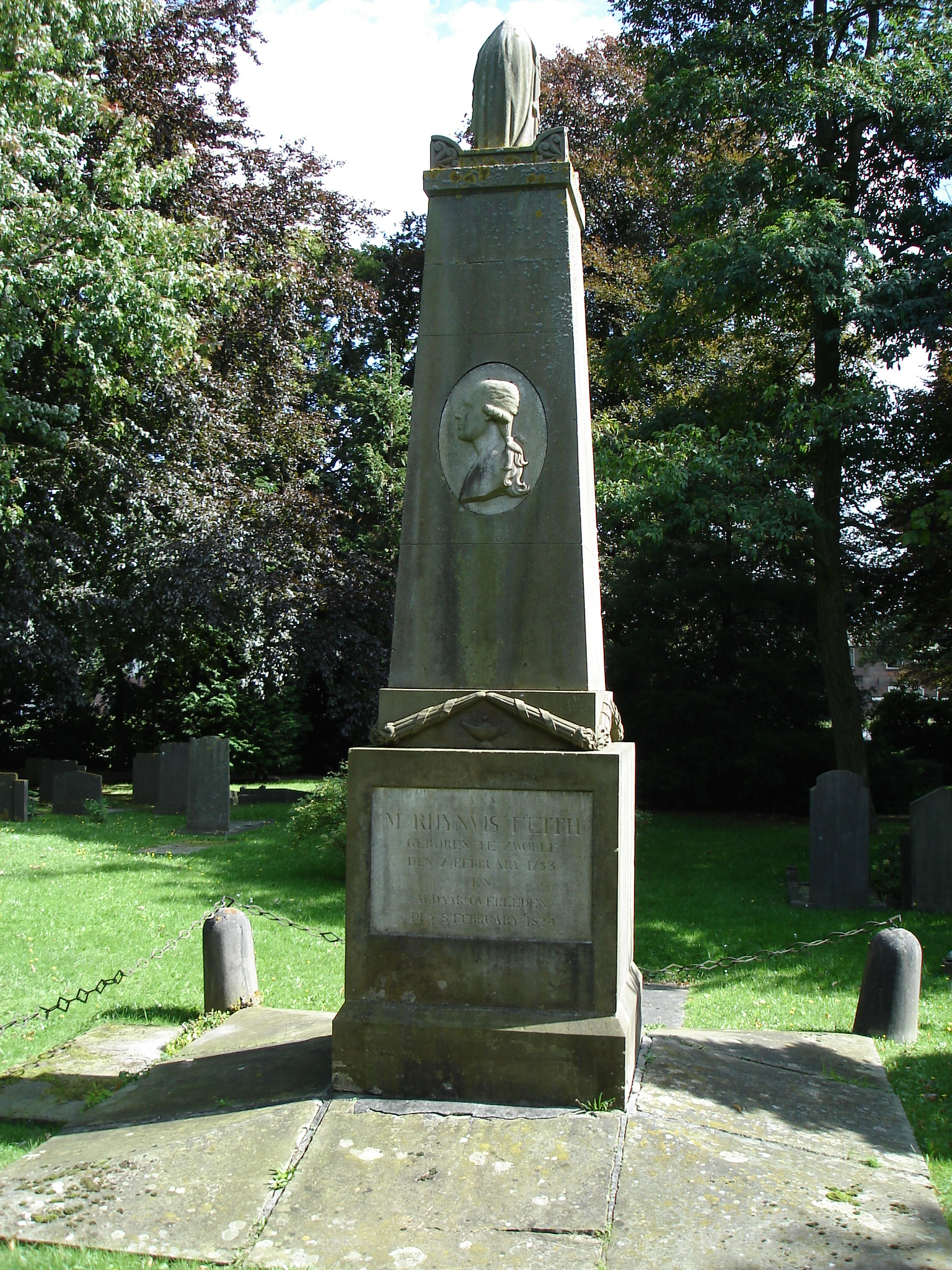
Graf van Rhijnvis Feith.

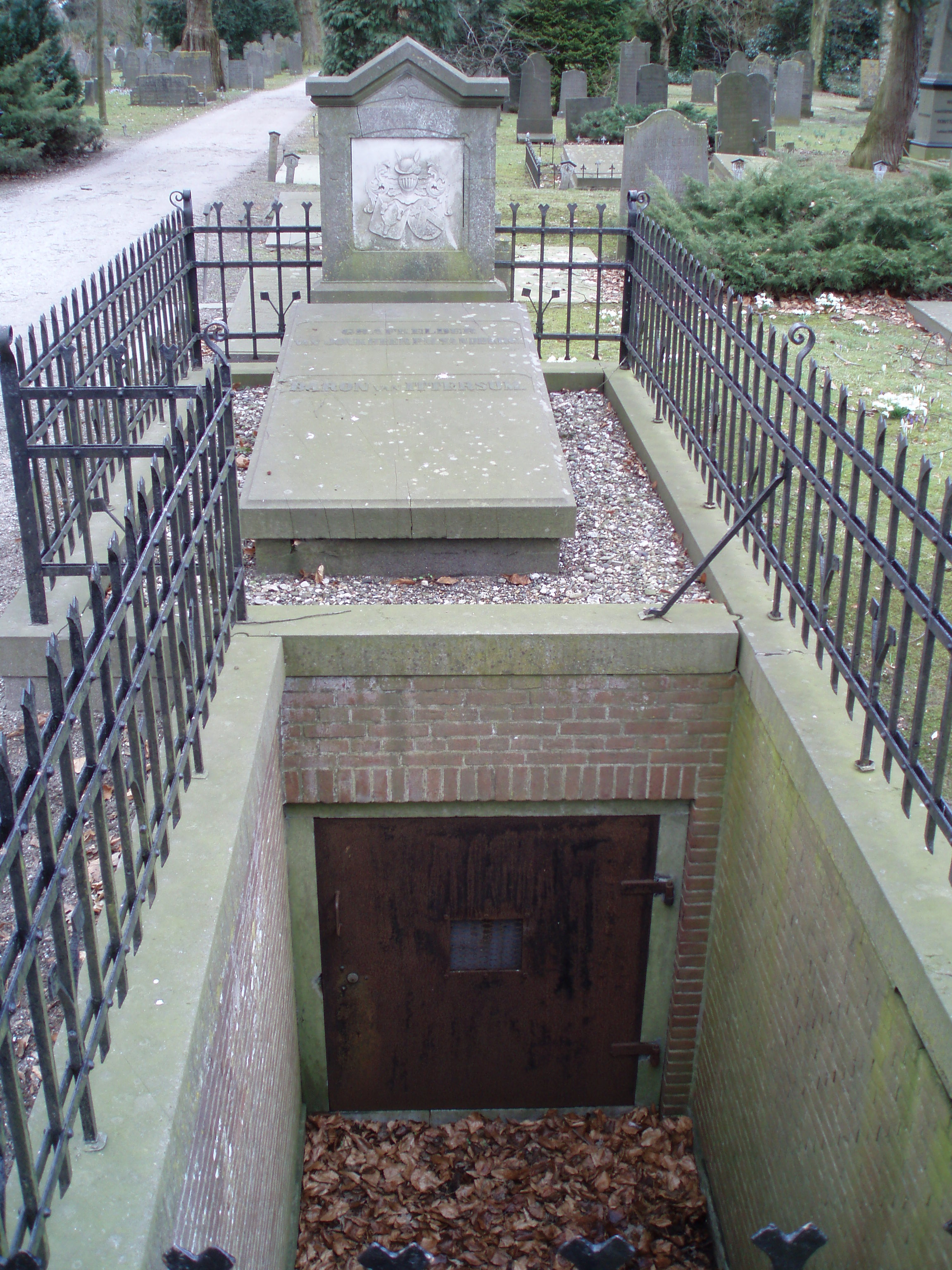
Grafkelder van de familie Van Ittersum.

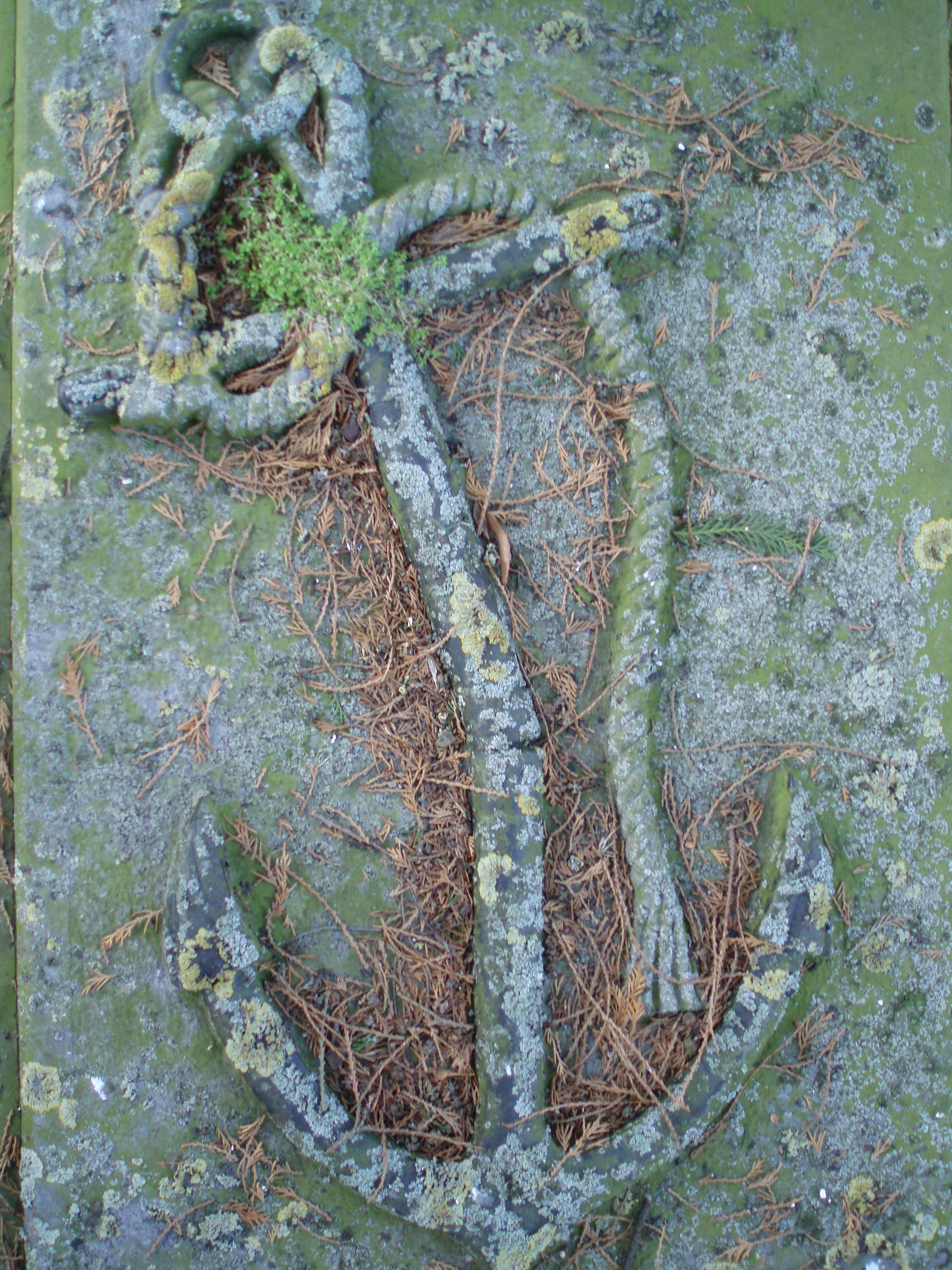
Graf van Willem Jan Schuttevaer.

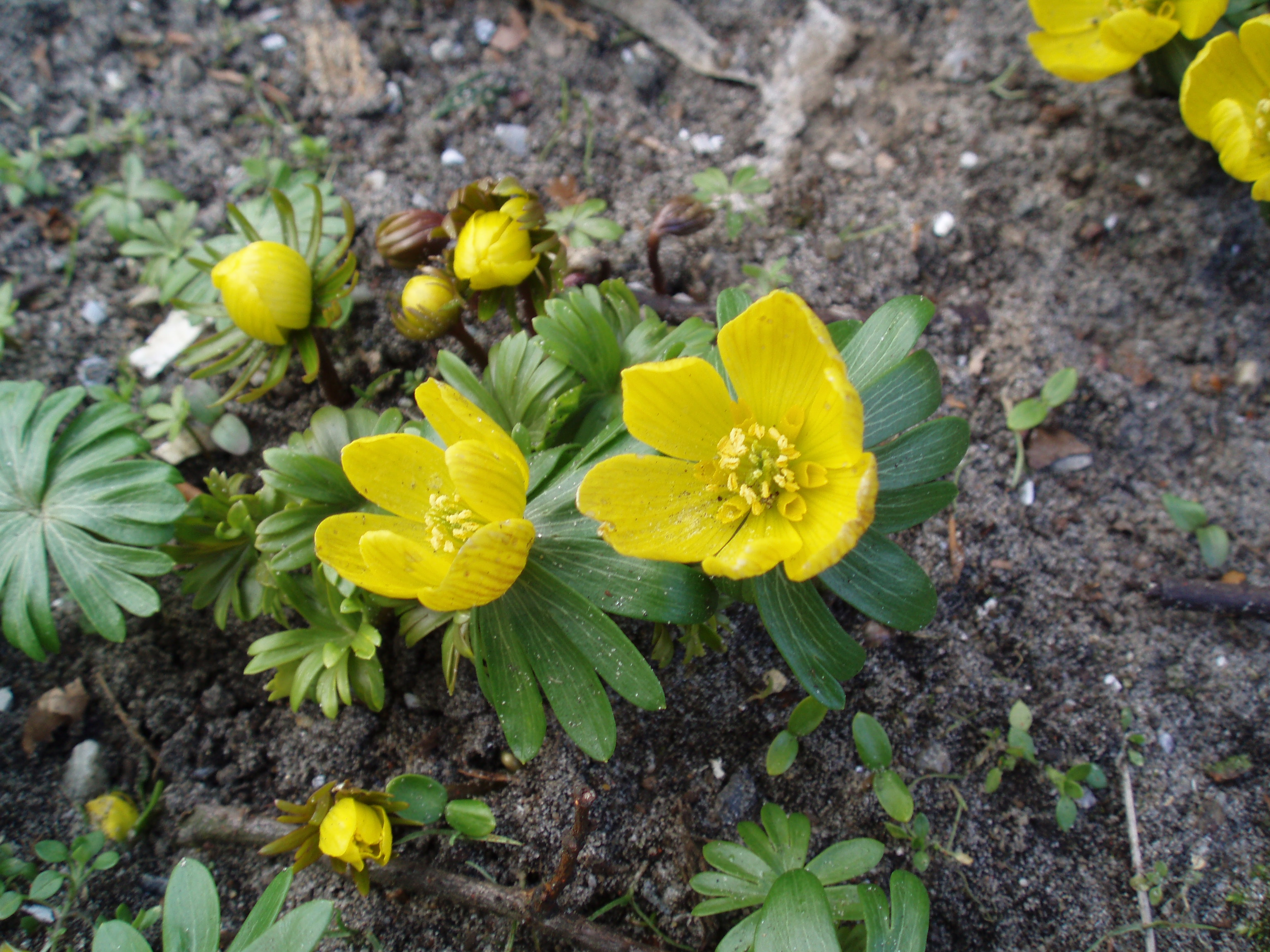
Winterakoniet is als stinsenplant ook te vinden op de oude begraafplaats.

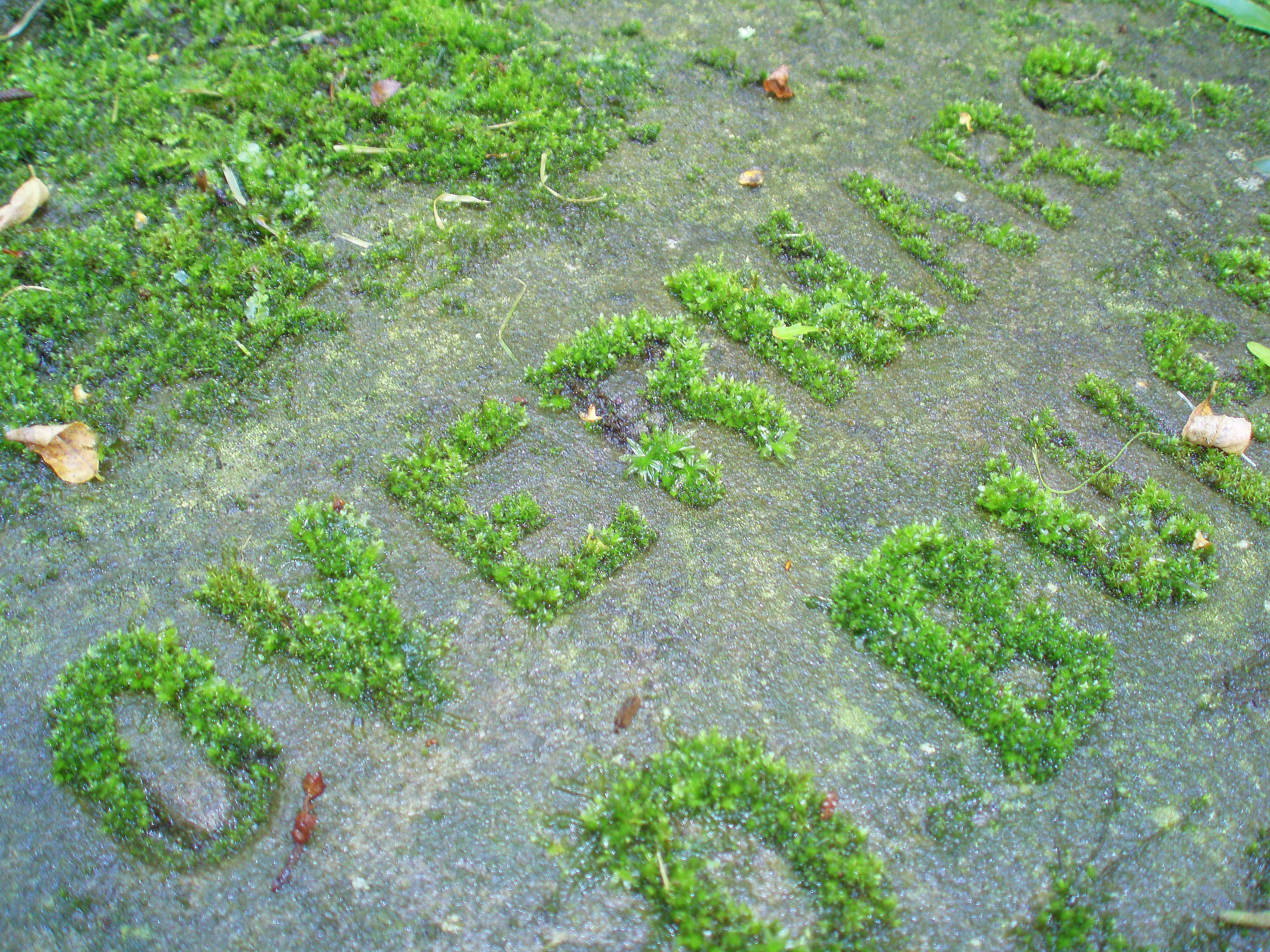
Mos groeit in de lettergroeven op een dekplaat.

Begraafplaats Meppelerstraatweg is een algemene begraafplaats die ligt aan de Meppelerstraatweg in Zwolle. Deze is op 1 oktober 1824 geopend. Deze algemene begraafplaats ligt direct naast het Rooms-Katholieke Kerkhof.

## Geschiedenis
In 1823 kocht de gemeente Zwolle de grond aan en liet deze ophogen om zodoende de lijken boven de grondwaterspiegel te kunnen begraven. Het was lange tijd de enige gemeentelijke begraafplaats in de stad. Aanvankelijk werd het in de volksmond het Nieuwe Kerkhof genoemd. De begraafplaats is sober aangelegd. Dit is opvallend, omdat het in deze tijd gebruik was om begraafplaatsen door een tuinarchitect te laten inrichten als Engelse landschapstuin.

De begraafplaats werd bij de oprichting onderverdeeld in de maatschappelijke klassen die indertijd golden. Dit werd aangegeven met bordjes. Deze zijn nog steeds aan te treffen op de begraafplaats.
Sinds 1954 worden er geen nieuwe graven meer uitgegeven. Wel zijn er soms nog bijzettingen in familiegraven.

## Graven van bekende Nederlanders en Zwollenaren

### Sybe Kornelis Bakker
Sybe Kornelis Bakker is een hervormd predikant en vrijzinnig christen-socialist. Dit is ook te zien aan het kruis met rode vaandel op zijn grafsteen.

### Meindert Boss (pseudoniem: J.K. van Eerbeek)
Meindert Boss (Zwolle, 22 juli 1898 – Zwolle, 5 november 1937) was een Nederlands schrijver en onderwijzer. Hij schreef onder het pseudoniem J.K. van Eerbeek.

### Rhijnvis Feith
Op de begraafplaats ligt de auteur Rhijnvis Feith. Hij werd hier als een van de eersten begraven. Oorspronkelijk werd hij dit in de Grote of Sint-Michaëlskerk, maar in 1825 werd hij herbegraven. Rhijnvis Feith pleitte gedurende zijn leven voor afschaffing van het begraven in de kerk, omdat dit in zijn ogen onhygiënisch zou zijn. Zijn monument kostte 4937 gulden en werd betaald door middel van bijdragen uit heel Nederland.

De tekst op de plaat voor het monument is een tekst die werd gevonden in de papieren die Feith naliet na zijn dood. Deze tekst luidt:
Dat alles wat ik was of had de dood vrij roove;

Gods waarheid wankelt niet, wie immer op haar bouw.

Ik geloof in Jesus, en ik stierf in dat gelove,

Mijn stof rust in dit graf op zijn verdienste en trouw.
Het monument is voorzien van veel vergankelijkheidssymbolen. Het bestaat uit een obelisk met daarop een urn die is afgedekt met een doek. Aan de ene kant is een medaillon te zien met daarop afgebeeld een ouroboros in de vorm van een lemniscaat die door een lier kronkelt. Daaronder twee omgekeerde toortsen als symbool voor de eindigheid van het leven. Daartussen staat een olielampje. Daaronder een afbeelding in marmer van een persoon die wordt gelauwerd.

Aan de andere kant is een beeltenis te zien van Rhijnvis Feith en een plaat waarop de geboorte- en sterfdatum staan vermeld.

Het graf is tegenwoordig een rijksmonument.

### Baron van Ittersum
De grafkelder van de familie Van Ittersum is de enige grafkelder op de begraafplaats. In de kelder staan zes vervallen houten kisten. Het is de bedoeling dat de beenderen in de toekomst in één kist worden gelegd, zodat er ruimte ontstaat voor nieuwe bijzettingen.

### Gerrit Luttenberg
Gerrit Luttenberg (1793-1847) was gemeentesecretaris en redacteur wetsuitgaven.

### Eugenius Mehler
Eugenius Mehler (1826-1896) was classicus, rector van het Stedelijk Gymnasium in Zwolle en auteur van vele schoolboeken.

### Johannes ter Pelkwijk
Op begraafplaats Meppelerstraatweg is ook een monument geplaatst ter nagedachtenis aan de staatsman Johannes ter Pelkwijk. Het is betaald door de stad Zwolle. Dit monument is bijzonder, omdat het een van de weinige gietijzeren grafmonumenten in Nederland is. Het is gemaakt door de ijzergieterij Nering Bögel. Johannes ter Pelkwijk ligt hier overigens niet begraven, maar in de Grote of Sint-Michaëlskerk in Zwolle. Het monument is tegenwoordig een rijksmonument.

### Isaäc Antoni Soetens van Roijen
Mr. Isaäc Antoni Soetens van Roijen (1800-1868) was advocaat, notaris, Eerste- en Tweede Kamerlid en Commissaris des Konings in Groningen.

### Willem Jan Schuttevaer
Willem Jan Schuttevaer (17 januari 1798 - 11 augustus 1881) is de oprichter van de Koninklijke Schippersvereniging Schuttevaer. De leden van de vereniging hebben geld ingezameld voor dit monument. Het bestaat uit een afgebroken obelisk, als symbool voor de eindigheid van het leven. Hierop staat aan iedere kant een tekst:
Hulde van de Schippersvereeniging Schuttevaêr aan haar stichter

Onthuld 2 februari 1882

W.J. Schuttevaer, geboren 17 januari 1798, overleden 11 augustus 1881

Zacht ruste zijne assche

Voor de obelisk ligt een plaat met daarop de beeltenis van een gebroken anker. In 2007 is het graf door burgemeester en wethouders officieel aangemerkt als 'cultuur-historisch waardevol graf'.

### Gerhard Heinrich Senden
Gerhard Heinrich Senden (1793 - 1851) is een hervormde predikant en theologisch doctor die behoorde tot de vriendenkring van Rhijnvis Feith. Hij had contacten met de koninklijke familie. Zo vergezelde hij Marianne der Nederlanden, de dochter van Willem I der Nederlanden, op een zeereis naar het Midden-Oosten.

Het graf van blauwe hardsteen bestaat uit een obelisk die geplaatst is op een sarcofaag. Het graf heeft veel symboliek. Het is voorzien van een slangencirkel, het symbool van onsterfelijkheid. Ook is er een rups in een cocon afgebeeld met daaronder de tekst in nidulo meo moriar (ik zal sterven in mijn nestje). De afgebeelde vlinder is voorzien van de tekst ut phoenix multiplicabo dies (ik zal als een feniks mijn dagen vermenigvuldigen). Van de rups en de vlinder is enkel nog de vlinder te zien. De begeleidende teksten zijn geheel verdwenen. Dit komt doordat erosie het monument heeft aangetast (2007). Op de voorzijde van de sarcofaag is een opgenslagen bijbel te zien met daarop de tekst:

HEBREËN XII: vers 22a.

Maar gij zijt gekomen tot den berg Zion en de stad des levenden Gods, tot het Hemelsche Jerusalem.
Het graf is tegenwoordig een rijksmonument.

## Gebouwen
De begraafplaats kent twee gebouwen. Een lijkenhuis met een houten gevel. Dit doet tegenwoordig (2006) dienst als ruimte voor de onderhoudsploeg van de gemeente.

Naast de toegangspoort staat een dienstwoning die van rond 1900 dateert. Deze staat nu leeg en wordt af en toe verhuurd voor bewoning om zodoende leegstand en verpaupering te voorkomen.

Aan de Meppelerstraatweg is ook een toegangshek waar een begrafenisstoet gebruik van kan maken.

## Flora en fauna
Oude begraafplaatsen zijn vaak biotopen voor allerlei flora en fauna. Op de Begraafplaats Meppelerstraatweg zijn de winterakoniet, het lenteklokje, helmbloem, driekleurig viooltje en oude treurwilgen te vinden.

Ook zijn er de vlindersoorten dagpauwoog, gehakkelde aurelia en klein koolwitje te vinden.

## Trivia
- Aan de kant van de Meppelerstraatweg staat een boom die met een spuitbus is bewerkt. Deze is hiermee voorzien van een angstaanjagend gezicht (2006).
- De begraafplaats is officieel geopend van zonsopgang tot zonsondergang, maar is soms ook 's nachts toegankelijk omdat het hek niet altijd wordt gesloten.
- Op woensdag 10 december 2008 werden er twee nieuwe toegangshekken geplaatst van elk 1000 kg. Wethouder Hennie Kenkhuis verrichtte hierbij een symbolische handeling waarmee de hekken in de scharnieren werden geplaatst.[8]

Begraafplaats Bergklooster · Begraafplaats Het Heilige Kruis · Joodse Begraafplaats Kuyerhuislaan · Algemene Begraafplaats Kranenburg · Algemene Begraafplaats Meppelerstraatweg · Rooms-Katholiek Kerkhof · Graf van Lepejou · Grote of Sint-Michaëlskerk